# Joppa nigriceps
Joppa nigriceps là một loài tò vò trong họ Ichneumonidae.